# Trois Jours de Flandre-Occidentale 2014
La 68e édition des Trois Jours de Flandre-Occidentale a eu lieu du 7 au 9 mars 2014. La course fait partie du calendrier UCI Europe Tour 2014 en catégorie 2.1.

## Présentation

### Équipes
Classés en catégorie 2.1 de l'UCI Europe Tour, les Trois Jours de Flandre-Occidentale sont par conséquent ouverts aux UCI ProTeams dans la limite de 50 % des équipes participantes, aux équipes continentales professionnelles, aux équipes continentales et aux équipes nationales.
L'organisateur a communiqué la liste des équipes invitées le 25 février 2014 avant d'y ajouter une vingt-cinquième équipe. Vingt-cinq équipes participent à ces Trois Jours de Flandre-Occidentale - 8 ProTeams, 7 équipes continentales professionnelles et 10 équipes continentales :
| Nom de l'équipe         | Pays       | Code |
| ----------------------- | ---------- | ---- |
| AG2R La Mondiale        | France     | ALM  |
| BMC Racing              | États-Unis | BMC  |
| FDJ.fr                  | France     | FDJ  |
| Garmin-Sharp            | États-Unis | GRS  |
| Giant-Shimano           | Pays-Bas   | GIA  |
| Lotto-Belisol           | Belgique   | LTB  |
| Omega Pharma-Quick Step | Belgique   | OPQ  |
| Trek Factory Racing     | États-Unis | TFR  |

| Nom de l'équipe              | Pays           | Code |
| ---------------------------- | -------------- | ---- |
| Bretagne-Séché Environnement | France         | BSE  |
| Cofidis                      | France         | COF  |
| MTN-Qhubeka                  | Afrique du Sud | MTN  |
| NetApp-Endura                | Allemagne      | TNE  |
| RusVelo                      | Russie         | RVL  |
| Topsport Vlaanderen-Baloise  | Belgique       | TSV  |
| Wanty-Groupe Gobert          | Belgique       | WGG  |

| Nom de l'équipe                           | Pays      | Code |
| ----------------------------------------- | --------- | ---- |
| 3M                                        | Belgique  | MMM  |
| An Post-ChainReaction                     | Irlande   | SKT  |
| De Rijke                                  | Pays-Bas  | RIJ  |
| Roubaix Lille Métropole                   | France    | RLM  |
| Stuttgart                                 | Allemagne | SGT  |
| Vastgoedservice-Golden Palace Continental | Belgique  | VGS  |
| Veranclassic-Doltcini                     | Belgique  | VER  |
| Verandas Willems                          | Belgique  | WIL  |
| Vini Fantini Nippo                        | Japon     | VFN  |
| Wallonie-Bruxelles                        | Belgique  | WBC  |

## Étapes
| Étape     | Date      | Villes étapes             |  | Distance (km) | Vainqueur d’étape        | Leader du classement général |
| --------- | --------- | ------------------------- |  | ------------- | ------------------------ | ---------------------------- |
| Prologue  | 7 février | Middelkerke - Middelkerke |  | 7             | Gert Jõeäär              | Gert Jõeäär                  |
| 1re étape | 8 février | Bruges - Harelbeke        |  | 182,9         | Danny van Poppel         | Gert Jõeäär                  |
| 2e étape  | 9 février | Nieuport - Ichtegem       |  | 185,9         | Guillaume Van Keirsbulck | Gert Jõeäär                  |

## Déroulement de la course

### Prologue
|    | Coureur                  | Équipe                  |    | Temps      |
| -- | ------------------------ | ----------------------- | -- | ---------- |
| 1  | Gert Jõeäär              | Cofidis                 | en | 7 min 53 s |
| 2  | Johan Le Bon             | FDJ.fr                  | +  | 5 s        |
| 3  | Kristof Vandewalle       | Trek Factory Racing     |    | 8 s        |
| 4  | Stijn Devolder           | Trek Factory Racing     |    | 11 s       |
| 5  | Silvan Dillier           | BMC Racing              |    | 14 s       |
| 6  | Jesse Sergent            | Trek Factory Racing     |    | 15 s       |
| 7  | Guillaume Van Keirsbulck | Omega Pharma-Quick Step |    | 16 s       |
| 8  | Jan Ghyselinck           | Wanty-Groupe Gobert     |    | 16 s       |
| 9  | Jan Bárta                | NetApp-Endura           |    | 17 s       |
| 10 | Chad Haga                | Giant-Shimano           |    | 17 s       |

|    | Coureur                  | Équipe                  |    | Temps      |
| -- | ------------------------ | ----------------------- | -- | ---------- |
| 1  | Gert Jõeäär              | Cofidis                 | en | 7 min 53 s |
| 2  | Johan Le Bon             | FDJ.fr                  | +  | 5 s        |
| 3  | Kristof Vandewalle       | Trek Factory Racing     |    | 8 s        |
| 4  | Stijn Devolder           | Trek Factory Racing     |    | 11 s       |
| 5  | Silvan Dillier           | BMC Racing              |    | 14 s       |
| 6  | Jesse Sergent            | Trek Factory Racing     |    | 15 s       |
| 7  | Guillaume Van Keirsbulck | Omega Pharma-Quick Step |    | 16 s       |
| 8  | Jan Ghyselinck           | Wanty-Groupe Gobert     |    | 16 s       |
| 9  | Jan Bárta                | NetApp-Endura           |    | 17 s       |
| 10 | Chad Haga                | Giant-Shimano           |    | 17 s       |

### 1reétape
|    | Coureur             | Équipe                  |    | Temps           |
| -- | ------------------- | ----------------------- | -- | --------------- |
| 1  | Danny van Poppel    | Trek Factory Racing     | en | 4 h 14 min 21 s |
| 2  | Danilo Napolitano   | Wanty-Groupe Gobert     | +  | m.t             |
| 3  | Scott Thwaites      | NetApp-Endura           |    | m.t             |
| 4  | Yauheni Hutarovich  | AG2R La Mondiale        |    | m.t             |
| 5  | Jonas Van Genechten | Lotto-Belisol           |    | m.t             |
| 6  | Baptiste Planckaert | Roubaix Lille Métropole |    | m.t             |
| 7  | Boris Vallée        | Lotto-Belisol           |    | m.t             |
| 8  | Pierpaolo De Negri  | Vini Fantini Nippo      |    | m.t             |
| 9  | Steve Chainel       | AG2R La Mondiale        |    | m.t             |
| 10 | Dylan Groenewegen   | De Rijke                |    | m.t             |

|    | Coureur                  | Équipe                  |    | Temps           |
| -- | ------------------------ | ----------------------- | -- | --------------- |
| 1  | Gert Jõeäär              | Cofidis                 | en | 4 h 22 min 28 s |
| 2  | Johan Le Bon             | FDJ.fr                  | +  | 5 s             |
| 3  | Kristof Vandewalle       | Trek Factory Racing     |    | 8 s             |
| 4  | Stijn Devolder           | Trek Factory Racing     |    | 11 s            |
| 5  | Jan Ghyselinck           | Wanty-Groupe Gobert     |    | 13 s            |
| 6  | Guillaume Van Keirsbulck | Omega Pharma-Quick Step |    | 14 s            |
| 7  | Silvan Dillier           | BMC Racing              |    | 14 s            |
| 8  | Jesse Sergent            | Trek Factory Racing     |    | 15 s            |
| 9  | Jan Bárta                | NetApp-Endura           |    | 17 s            |
| 10 | Chad Haga                | Giant-Shimano           |    | 17 s            |

### 2eétape
|    | Coureur                  | Équipe                  |    | Temps           |
| -- | ------------------------ | ----------------------- | -- | --------------- |
| 1  | Guillaume Van Keirsbulck | Omega Pharma-Quick Step | en | 4 h 21 min 05 s |
| 2  | Danilo Napolitano        | Wanty-Groupe Gobert     | +  | 1 s             |
| 3  | Danny van Poppel         | Trek Factory Racing     |    | 1 s             |
| 4  | Silvan Dillier           | BMC Racing              |    | 1 s             |
| 5  | Yauheni Hutarovich       | AG2R La Mondiale        |    | 1 s             |
| 6  | Kenny Dehaes             | Lotto-Belisol           |    | 1 s             |
| 7  | Raymond Kreder           | Garmin-Sharp            |    | 1 s             |
| 8  | Scott Thwaites           | NetApp-Endura           |    | 1 s             |
| 9  | Luka Mezgec              | Giant-Shimano           |    | 1 s             |
| 10 | Julien Vermote           | Omega Pharma-Quick Step |    | 1 s             |

|    | Coureur                  | Équipe                  |    | Temps           |
| -- | ------------------------ | ----------------------- | -- | --------------- |
| 1  | Gert Jõeäär              | Cofidis                 | en | 8 h 43 min 24 s |
| 2  | Guillaume Van Keirsbulck | Omega Pharma-Quick Step | +  | 3 s             |
| 3  | Johan Le Bon             | FDJ.fr                  |    | 5 s             |
| 4  | Stijn Devolder           | Trek Factory Racing     |    | 11 s            |
| 5  | Jan Ghyselinck           | Wanty-Groupe Gobert     |    | 13 s            |
| 6  | Silvan Dillier           | BMC Racing              |    | 13 s            |
| 7  | Danny van Poppel         | Trek Factory Racing     |    | 15 s            |
| 8  | Jesse Sergent            | Trek Factory Racing     |    | 15 s            |
| 9  | Kristof Vandewalle       | Trek Factory Racing     |    | 16 s            |
| 10 | Jan Bárta                | NetApp-Endura           |    | 17 s            |

## Classements finals

### Classement général
|    | Cycliste                 | Pays             | Équipe                  |    | Temps           |
| -- | ------------------------ | ---------------- | ----------------------- | -- | --------------- |
| 1  | Gert Jõeäär              | Estonie          | Cofidis                 | en | 8 h 43 min 24 s |
| 2  | Guillaume Van Keirsbulck | Belgique         | Omega Pharma-Quick Step | +  | 3 s             |
| 3  | Johan Le Bon             | France           | FDJ.fr                  |    | 5 s             |
| 4  | Stijn Devolder           | Belgique         | Trek Factory Racing     |    | 11 s            |
| 5  | Jan Ghyselinck           | Belgique         | Wanty-Groupe Gobert     |    | 13 s            |
| 6  | Silvan Dillier           | Suisse           | BMC Racing              |    | 13 s            |
| 7  | Danny van Poppel         | Pays-Bas         | Trek Factory Racing     |    | 15 s            |
| 8  | Jesse Sergent            | Nouvelle-Zélande | Trek Factory Racing     |    | 15 s            |
| 9  | Kristof Vandewalle       | Belgique         | Trek Factory Racing     |    | 16 s            |
| 10 | Jan Bárta                | Tchéquie         | NetApp-Endura           |    | 17 s            |

### Classements annexes
|   | Cycliste                 | Équipe                  | Points |
| - | ------------------------ | ----------------------- | ------ |
| 1 | Danilo Napolitano        | Wanty-Groupe Gobert     | 26     |
| 2 | Danny van Poppel         | Trek Factory Racing     | 25     |
| 3 | Guillaume Van Keirsbulck | Omega Pharma-Quick Step | 21     |

|   | Cycliste             | Équipe                  | Points |
| - | -------------------- | ----------------------- | ------ |
| 1 | Eduard-Michael Grosu | Vini Fantini Nippo      | 6      |
| 2 | Laurens De Vreese    | Wanty-Groupe Gobert     | 4      |
| 3 | Andrew Fenn          | Omega Pharma-Quick Step | 4      |

|   | Cycliste                 | Équipe                  |    | Temps           |
| - | ------------------------ | ----------------------- | -- | --------------- |
| 1 | Guillaume Van Keirsbulck | Omega Pharma-Quick Step | en | 8 h 43 min 27 s |
| 2 | Johan Le Bon             | FDJ.fr                  | +  | 2 s             |
| 3 | Silvan Dillier           | BMC Racing              |    | 10 s            |

|   | Cycliste                 | Équipe                  |    | Temps           |
| - | ------------------------ | ----------------------- | -- | --------------- |
| 1 | Guillaume Van Keirsbulck | Omega Pharma-Quick Step | en | 8 h 43 min 27 s |
| 2 | Stijn Devolder           | Trek Factory Racing     | +  | 8 s             |
| 3 | Jan Ghyselinck           | Wanty-Groupe Gobert     |    | 10 s            |

| \| \| Équipe \| Pays \| \| Temps \| \| - \| ----------------------- \| ---------- \| -- \| ---------------- \| \| 1 \| Trek Factory Racing \| États-Unis \| en \| 26 h 10 min 42 s \| \| 2 \| BMC Racing \| États-Unis \| + \| 31 s \| \| 3 \| Omega Pharma-Quick Step \| Belgique \| \| 34 s \| |                         |            |    |                  |
| | Équipe                  | Pays       |    | Temps            |
| 1 | Trek Factory Racing     | États-Unis | en | 26 h 10 min 42 s |
| 2 | BMC Racing              | États-Unis | +  | 31 s             |
| 3 | Omega Pharma-Quick Step | Belgique   |    | 34 s             |

## Évolution des classements
| Étape              | Vainqueur                | Classement général | Classement par points | Classement des sprints | Classement du meilleur jeune | Classement du meilleur Ouest-Flamand | Classement par équipes |
| ------------------ | ------------------------ | ------------------ | --------------------- | ---------------------- | ---------------------------- | ------------------------------------ | ---------------------- |
| P                  | Gert Jõeäär              | Gert Jõeäär        | Gert Jõeäär           | Non décerné            | Johan Le Bon                 | Kristof Vandewalle                   | Trek Factory Racing    |
| 1                  | Danny van Poppel         | Gert Jõeäär        | Gert Jõeäär           | Laurens De Vreese      | Johan Le Bon                 | Kristof Vandewalle                   | Trek Factory Racing    |
| 2                  | Guillaume Van Keirsbulck | Gert Jõeäär        | Danilo Napolitano     | Eduard-Michael Grosu   | Guillaume Van Keirsbulck     | Guillaume Van Keirsbulck             | Trek Factory Racing    |
| Classements finals | Classements finals       | Gert Jõeäär        | Danilo Napolitano     | Eduard-Michael Grosu   | Guillaume Van Keirsbulck     | Guillaume Van Keirsbulck             | Trek Factory Racing    |

## Liste des participants
- Liste de départ complète

| Légende | Légende                                                                                         | Légende | Légende                                                                                                  |
| ------- | ----------------------------------------------------------------------------------------------- | ------- | --- |
| Num     | Dossard de départ porté par le coureur sur ces Trois Jours de Flandre-Occidentale               | Pos     | Position finale au classement général                                                                    |
|         | Indique le vainqueur du classement général                                                      |         | Indique le vainqueur du classement par points                                                            |
|         | Indique le vainqueur du classement des sprints                                                  |         | Indique le vainqueur du classement du meilleur jeune                                                     |
|         | Indique le vainqueur du classement du meilleur Ouest-Flamand                                    |         | Indique un maillot de champion national ou mondial, suivi de sa spécialité                               |
| #       | Indique la meilleure équipe                                                                     | NP      | Indique un coureur qui n'a pas pris le départ d'une étape, suivi du numéro de l'étape où il s'est retiré |
| AB      | Indique un coureur qui n'a pas terminé une étape, suivi du numéro de l'étape où il s'est retiré | HD      | Indique un coureur qui a terminé une étape hors des délais, suivi du numéro de l'étape                   |
| *       | Indique un coureur en lice pour le maillot blanc (coureurs nés après le 1er janvier 1989)       |         | |

| Trek Factory Racing # TFR | Trek Factory Racing # TFR      | Trek Factory Racing # TFR |
| ------------------------- | ------------------------------ | ------------------------- |
| Num                       | Coureur                        | Pos                       |
| 1                         | Kristof Vandewalle (BEL) (Clm) | 9e                        |
| 2                         | Stijn Devolder (BEL) (Route)   | 4e                        |
| 3                         | Jasper Stuyven (BEL)*          | 36e                       |
| 4                         | Jesse Sergent (NZL)            | 8e                        |
| 5                         | Fabio Silvestre (POR)*         | AB-2                      |
| 6                         | Boy van Poppel (NED)           | AB-2                      |
| 7                         | Danny van Poppel (NED)*        | 7e                        |
| 8                         | Fumiyuki Beppu (JPN)           | AB-2                      |

| Omega Pharma-Quick Step OPQ | Omega Pharma-Quick Step OPQ     | Omega Pharma-Quick Step OPQ |
| --------------------------- | ------------------------------- | --------------------------- |
| Num                         | Coureur                         | Pos                         |
| 11                          | Julien Vermote (BEL)*           | 57e                         |
| 12                          | Guillaume Van Keirsbulck (BEL)* | 2e                          |
| 13                          | Thomas De Gendt (BEL)           | 16e                         |
| 14                          | Iljo Keisse (BEL)               | 64e                         |
| 15                          | Julian Alaphilippe (FRA)*       | 69e                         |
| 16                          | Andrew Fenn (GBR)*              | 66e                         |
| 17                          | Petr Vakoč (CZE)*               | 109e                        |
| 18                          | Martin Velits (SVK)             | 81e                         |

| BMC Racing BMC | BMC Racing BMC          | BMC Racing BMC |
| -------------- | ----------------------- | -------------- |
| Num            | Coureur                 | Pos            |
| 21             | Klaas Lodewyck (BEL)    | 12e            |
| 22             |                         |                |
| 23             | Rick Zabel (GER)*       | 13e            |
| 24             | Marcus Burghardt (GER)  | 107e           |
| 25             | Silvan Dillier (SUI)*   | 6e             |
| 26             | Sebastian Lander (DEN)* | 139e           |
| 27             | Danilo Wyss (SUI)       | AB-2           |
| 28             | Martin Kohler (SUI)     | 97e            |

| Garmin-Sharp GRS | Garmin-Sharp GRS        | Garmin-Sharp GRS |
| ---------------- | ----------------------- | ---------------- |
| Num              | Coureur                 | Pos              |
| 31               | Johan Vansummeren (BEL) | 95e              |
| 32               | Nathan Haas (AUS)*      | 63e              |
| 33               | Phillip Gaimon (USA)    | 123e             |
| 34               | Nathan Brown (USA)*     | 131e             |
| 35               |                         |                  |
| 36               | Raymond Kreder (NED)*   | 87e              |
| 37               | Dylan van Baarle (NED)* | 11e              |
| 38               |                         |                  |

| Lotto-Belisol LTB | Lotto-Belisol LTB         | Lotto-Belisol LTB |
| ----------------- | ------------------------- | ----------------- |
| Num               | Coureur                   | Pos               |
| 41                | Kenny Dehaes (BEL)        | 101e              |
| 42                | Gregory Henderson (NZL)   | NP-2              |
| 43                | Stig Broeckx (BEL)*       | 29e               |
| 44                | Sean De Bie (BEL)*        | 137e              |
| 45                | Tosh Van der Sande (BEL)* | 58e               |
| 46                | Boris Vallée (BEL)*       | 117e              |
| 47                | Vegard Breen (NOR)*       | 124e              |
| 48                | Jonas Van Genechten (BEL) | 32e               |

| Giant-Shimano GIA | Giant-Shimano GIA      | Giant-Shimano GIA |
| ----------------- | ---------------------- | ----------------- |
| Num               | Coureur                | Pos               |
| 51                | Luka Mezgec (SLO)      | 18e               |
| 52                | Jonas Ahlstrand (SWE)* | 31e               |
| 53                | Lawson Craddock (USA)* | 118e              |
| 54                | Chad Haga (USA)        | 14e               |
| 55                | Ji Cheng (CHN)         | AB-2              |
| 56                | Loh Sea Keong (MAS)    | 142e              |
| 57                |                        |                   |
| 58                |                        |                   |

| FDJ.fr FDJ | FDJ.fr FDJ                      | FDJ.fr FDJ |
| ---------- | ------------------------------- | ---------- |
| Num        | Coureur                         | Pos        |
| 61         | Arnaud Courteille (FRA)*        | AB-2       |
| 62         | Matthieu Ladagnous (FRA)        | 60e        |
| 63         | Johan Le Bon (FRA)*             | 3e         |
| 64         | Pierre-Henri Lecuisinier (FRA)* | 91e        |
| 65         | Laurent Mangel (FRA)            | AB-2       |
| 66         |                                 |            |
| 67         | Jérémy Roy (FRA)                | 106e       |
| 68         |                                 |            |

| AG2R La Mondiale ALM | AG2R La Mondiale ALM     | AG2R La Mondiale ALM |
| -------------------- | ------------------------ | -------------------- |
| Num                  | Coureur                  | Pos                  |
| 71                   | Yauheni Hutarovich (BLR) | 40e                  |
| 72                   | Steve Chainel (FRA)      | 55e                  |
| 73                   | Christophe Riblon (FRA)  | AB-2                 |
| 74                   | Gediminas Bagdonas (LTU) | 21e                  |
| 75                   | Maxime Daniel (FRA)*     | 38e                  |
| 76                   | Alexis Gougeard (FRA)*   | 90e                  |
| 77                   | Hugo Houle (CAN)*        | 105e                 |
| 78                   | Julian Kern (GER)*       | 110e                 |

| Cofidis COF | Cofidis COF               | Cofidis COF |
| ----------- | ------------------------- | ----------- |
| Num         | Coureur                   | Pos         |
| 81          | Edwig Cammaerts (BEL)     | 126e        |
| 82          | Christophe Laporte (FRA)* | 85e         |
| 83          | Romain Lemarchand (FRA)   | 122e        |
| 84          | Guillaume Levarlet (FRA)  | AB-2        |
| 85          | Stéphane Poulhiès (FRA)   | AB-2        |
| 86          | Florian Sénéchal (FRA)*   | 17e         |
| 87          | Gert Jõeäär (EST)         | 1er         |
| 88          | Rudy Molard (FRA)*        | 71e         |

| Bretagne-Séché Environnement BSE | Bretagne-Séché Environnement BSE | Bretagne-Séché Environnement BSE |
| -------------------------------- | -------------------------------- | -------------------------------- |
| Num                              | Coureur                          | Pos                              |
| 91                               | Jean-Marc Bideau (FRA)           | 39e                              |
| 92                               | Erwann Corbel (FRA)*             | 112e                             |
| 93                               | Arnaud Gérard (FRA)              | 15e                              |
| 94                               | Benoît Jarrier (FRA)*            | AB-2                             |
| 95                               | Clément Koretzky (FRA)*          | 79e                              |
| 96                               | Vegard Stake Laengen (NOR)*      | 141e                             |
| 97                               | Benjamin Le Montagner (FRA)      | 86e                              |
| 98                               | Pierre-Luc Périchon (FRA)        | 77e                              |

| MTN-Qhubeka MTN | MTN-Qhubeka MTN                 | MTN-Qhubeka MTN |
| --------------- | ------------------------------- | --------------- |
| Num             | Coureur                         | Pos             |
| 101             | Gerald Ciolek (GER)             | AB-1            |
| 102             | Ignatas Konovalovas (LTU) (Clm) | 24e             |
| 103             | Jay Robert Thomson (RSA)        | 37e             |
| 104             | Jacobus Venter (RSA)*           | 136e            |
| 105             | Andreas Stauff (GER)            | 120e            |
| 106             | Martin Reimer (GER)             | 51e             |
| 107             |                                 |                 |
| 108             | Johann van Zyl (RSA)*           | 138e            |

| NetApp-Endura TNE | NetApp-Endura TNE              | NetApp-Endura TNE |
| ----------------- | ------------------------------ | ----------------- |
| Num               | Coureur                        | Pos               |
| 111               | Jan Bárta (CZE) (Route et Clm) | 10e               |
| 112               | Blaž Jarc (SLO)                | 20e               |
| 113               | Ralf Matzka (GER)*             | 74e               |
| 114               | Michael Schwarzmann (GER)*     | 92e               |
| 115               | Erick Rowsell (GBR)*           | 98e               |
| 116               | Andreas Schillinger (GER)      | 84e               |
| 117               | Daniel Schorn (AUT)            | AB-2              |
| 118               | Scott Thwaites (GBR)*          | 45e               |

| RusVelo RVL | RusVelo RVL               | RusVelo RVL |
| ----------- | ------------------------- | ----------- |
| Num         | Coureur                   | Pos         |
| 121         | Igor Boev (RUS)*          | 132e        |
| 122         | Leonid Krasnov (RUS)      | AB-2        |
| 123         | Timofey Kritskiy (RUS)    | 89e         |
| 124         | Sergueï Lagoutine (RUS)   | 34e         |
| 125         | Roman Maikin (RUS)*       | 127e        |
| 126         | Kirill Pozdnyakov (RUS)*  | 99e         |
| 127         | Andrey Solomennikov (RUS) | 68e         |
| 128         |                           |             |

| Wanty-Groupe Gobert WGG | Wanty-Groupe Gobert WGG   | Wanty-Groupe Gobert WGG |
| ----------------------- | ------------------------- | ----------------------- |
| Num                     | Coureur                   | Pos                     |
| 131                     | Björn Leukemans (BEL)     | 53e                     |
| 132                     | Jan Ghyselinck (BEL)      | 5e                      |
| 133                     | James Vanlandschoot (BEL) | 44e                     |
| 134                     | Laurens De Vreese (BEL)   | 59e                     |
| 135                     | Jempy Drucker (LUX)       | 104e                    |
| 136                     | Frederik Veuchelen (BEL)  | 26e                     |
| 137                     | Wesley Kreder (NED)*      | 54e                     |
| 138                     | Danilo Napolitano (ITA)   | 33e                     |

| Topsport Vlaanderen-Baloise TSV | Topsport Vlaanderen-Baloise TSV | Topsport Vlaanderen-Baloise TSV |
| ------------------------------- | ------------------------------- | ------------------------------- |
| Num                             | Coureur                         | Pos                             |
| 141                             | Jelle Wallays (BEL)*            | 23e                             |
| 142                             | Yves Lampaert (BEL)*            | 19e                             |
| 143                             | Jarl Salomein (BEL)*            | 49e                             |
| 144                             | Sander Helven (BEL)*            | AB-2                            |
| 145                             | Kenneth Vanbilsen (BEL)*        | 25e                             |
| 146                             | Stijn Steels (BEL)*             | 30e                             |
| 147                             | Tom Van Asbroeck (BEL)*         | 43e                             |
| 148                             | Gijs Van Hoecke (BEL)*          | 22e                             |

| An Post-ChainReaction SKT | An Post-ChainReaction SKT  | An Post-ChainReaction SKT |
| ------------------------- | -------------------------- | ------------------------- |
| Num                       | Coureur                    | Pos                       |
| 151                       | Kevin Claeys (BEL)         | 134e                      |
| 152                       | Laurent Vanden Bak (BEL)*  | AB-2                      |
| 153                       | Sean Downey (IRL)*         | AB-2                      |
| 154                       | Robert-Jon McCarthy (AUS)* | AB-1                      |
| 155                       | Ryan Mullen (IRL)*         | AB-1                      |
| 156                       | Wout Franssen (BEL)*       | AB-2                      |
| 157                       | Mark McNally (GBR)*        | 78e                       |
| 158                       | Jack Wilson (IRL)*         | AB-2                      |

| Vastgoedservice-Golden Palace Continental VGS | Vastgoedservice-Golden Palace Continental VGS | Vastgoedservice-Golden Palace Continental VGS |
| --------------------------------------------- | --------------------------------------------- | --------------------------------------------- |
| Num                                           | Coureur                                       | Pos                                           |
| 161                                           | Sven Vandousselaere (BEL)                     | AB-1                                          |
| 162                                           | Alphonse Vermote (BEL)*                       | 82e                                           |
| 163                                           | Kevin Hulsmans (BEL)                          | 61e                                           |
| 164                                           | Sam Lennertz (BEL)*                           | 115e                                          |
| 165                                           | Sander Cordeel (BEL)                          | 27e                                           |
| 166                                           | Kurt Geysen (BEL)                             | 135e                                          |
| 167                                           | Kevin Peeters (BEL)                           | 114e                                          |
| 168                                           | Rob Ruijgh (NED)                              | 35e                                           |

| 3M MMM | 3M MMM                     | 3M MMM |
| ------ | -------------------------- | ------ |
| Num    | Coureur                    | Pos    |
| 171    | Jens Vandenbogaerde (BEL)* | AB-2   |
| 172    | Stef Van Zummeren (BEL)*   | 93e    |
| 173    | Egidijus Juodvalkis (LTU)  | 52e    |
| 174    | Gertjan De Vos (BEL)*      | 128e   |
| 175    | Gerry Druyts (BEL)*        | AB-1   |
| 176    | Gregory Franckaert (BEL)   | 129e   |
| 177    | Tim Vanspeybroeck (BEL)*   | 100e   |
| 178    | Christophe Sleurs (BEL)*   | 113e   |

| Veranclassic-Doltcini VER | Veranclassic-Doltcini VER | Veranclassic-Doltcini VER |
| ------------------------- | ------------------------- | ------------------------- |
| Num                       | Coureur                   | Pos                       |
| 181                       | Gorik Gardeyn (BEL)       | 76e                       |
| 182                       | Sébastien Rosseler (BEL)  | AB-2                      |
| 183                       | Wouter Mol (NED)          | AB-2                      |
| 184                       | Rick Ottema (NED)*        | AB-1                      |
| 185                       | Giorgio Brambilla (ITA)   | AB-2                      |
| 186                       | Darijus Džervus (LTU)*    | AB-2                      |
| 187                       | Tom Goovaerts (BEL)       | AB-2                      |
| 188                       | Joeri Stallaert (BEL)*    | 111e                      |

| Wallonie-Bruxelles WBC | Wallonie-Bruxelles WBC    | Wallonie-Bruxelles WBC |
| ---------------------- | ------------------------- | ---------------------- |
| Num                    | Coureur                   | Pos                    |
| 191                    | Olivier Chevalier (BEL)*  | 47e                    |
| 192                    | Sébastien Delfosse (BEL)  | 41e                    |
| 193                    | Antoine Demoitié (BEL)*   | 62e                    |
| 194                    | Robin Stenuit (BEL)*      | 50e                    |
| 195                    | Boris Dron (BEL)          | 48e                    |
| 196                    | Jonathan Dufrasne (BEL)   | 119e                   |
| 197                    | Christophe Prémont (BEL)* | 73e                    |
| 198                    | Julien Stassen (BEL)      | 70e                    |

| Verandas Willems WIL | Verandas Willems WIL     | Verandas Willems WIL |
| -------------------- | ------------------------ | -------------------- |
| Num                  | Coureur                  | Pos                  |
| 201                  | Gaëtan Bille (BEL)       | AB-2                 |
| 202                  | Emiel Wastyn (BEL)*      | 116e                 |
| 203                  | Jelle Mannaerts (BEL)*   | 140e                 |
| 204                  | Jérémy Burton (BEL)      | AB-2                 |
| 205                  | Joren Touquet (BEL)*     | 108e                 |
| 206                  | Michael Goolaerts (BEL)* | 133e                 |
| 207                  | Nicolas Vereecken (BEL)* | AB-2                 |
| 208                  | Willem Wauters (BEL)*    | 94e                  |

| Roubaix Lille Métropole RLM | Roubaix Lille Métropole RLM | Roubaix Lille Métropole RLM |
| --------------------------- | --------------------------- | --------------------------- |
| Num                         | Coureur                     | Pos                         |
| 211                         | Baptiste Planckaert (BEL)   | 46e                         |
| 212                         | Timothy Dupont (BEL)        | 56e                         |
| 213                         | Rudy Barbier (FRA)*         | AB-2                        |
| 214                         | Julien Duval (FRA)*         | 72e                         |
| 215                         | Franck Vermeulen (FRA)      | AB-2                        |
| 216                         | Rudy Kowalski (FRA)*        | AB-2                        |
| 217                         | Maxime Vantomme (BEL)       | 102e                        |
| 218                         | Romain Pillon (FRA)*        | AB-1                        |

| De Rijke RIJ | De Rijke RIJ              | De Rijke RIJ |
| ------------ | ------------------------- | ------------ |
| Num          | Coureur                   | Pos          |
| 221          | Dion Beukeboom (NED)*     | 143e         |
| 222          | Dex Groen (NED)*          | 130e         |
| 223          | Dylan Groenewegen (NED)*  | 75e          |
| 224          | Yoeri Havik (NED)*        | 28e          |
| 225          | Kobus Hereijgers (NED)*   | 125e         |
| 226          | Christoph Pfingsten (GER) | 65e          |
| 227          | Ronan van Zandbeek (NED)  | 67e          |
| 228          | Coen Vermeltfoort (NED)   | 88e          |

| Stuttgart SGT | Stuttgart SGT            | Stuttgart SGT |
| ------------- | ------------------------ | ------------- |
| Num           | Coureur                  | Pos           |
| 231           | Jack Cummings (AUS)*     | AB-2          |
| 232           | Nikodemus Holler (GER)*  | 103e          |
| 233           | Kai Kautz (GER)          | AB-2          |
| 234           | Alexander Krieger (GER)* | 96e           |
| 235           | Christopher Muche (GER)* | AB-2          |
| 236           | Tino Thömel (GER)        | AB-2          |
| 237           | Max Walsleben (GER)*     | AB-1          |
| 238           | Marcel Weber (GER)       | AB-2          |

| Vini Fantini Nippo VFN | Vini Fantini Nippo VFN      | Vini Fantini Nippo VFN |
| ---------------------- | --------------------------- | ---------------------- |
| Num                    | Coureur                     | Pos                    |
| 241                    | Pierpaolo De Negri (ITA)    | 80e                    |
| 242                    | Eduard-Michael Grosu (ROU)* | 121e                   |
| 243                    | Manabu Ishibashi (JPN)*     | AB-2                   |
| 244                    | Yūma Koishi (JPN)*          | AB-2                   |
| 245                    | Shiki Kuroeda (JPN)*        | NP-1                   |
| 246                    | Kim Magnusson (SWE)*        | 83e                    |
| 247                    | Alessandro Malaguti (ITA)   | 42e                    |
| 248                    | Riccardo Stacchiotti (ITA)* | AB-2                   |